# Liste der Denkmäler und historischen Stätten in der Region Dakar
Die Liste der Denkmäler und historischen Stätten in der Region Dakar basiert auf dem Erlass N° 8836 MCPHC-DPC vom 12. September 2007 des Ministeriums für Kultur und Denkmalschutz (Ministre de la Culture et du Patrimoine historique classé).

## Liste
| Bezeichnung | Département | Lage                                                                            | Koordinaten                      | Bemerkungen                            | Bild                 |
| --- | ----------- | ------------------------------------------------------------------------------- | -------------------------------- | -------------------------------------- | -------------------- |
| Ehemaliges Regionalbüro des Roten Kreuzes in Dakar                                                                                         | Dakar       | 3, Avenue Franklin Roosevelt                                                    |                                  |                                        |                      |
| Ehemaliger Kontrollturm der Aéropostale | Dakar       | Boulevard de la Libération                                                      | 14° 40′ 17,1″ N, 17° 25′ 17,8″ W |                                        |                      |
| Nationalversammlung | Dakar       | Place Soweto                                                                    | 14° 39′ 45,3″ N, 17° 26′ 18,4″ W |                                        |                      |
| Gebäude AGF-Sénégal assurances | Dakar       | Avenue Fadiga x Rue de Thann                                                    |                                  |                                        |                      |
| Gebäude ENDA-Tiers-Monde | Dakar       | Rue Kléber x Rue Joseph Gomis                                                   |                                  |                                        |                      |
| Gebäude la Cour de Cassation | Dakar       | Boulevard Martin Luther King                                                    | 14° 40′ 38,3″ N, 17° 27′ 50″ W   |                                        |                      |
| Gebäude la Gouvernance, Place de l'Indépendance                                                                                            | Dakar       | Rue Ramez Bourgi x Rue Le Dantec                                                |                                  |                                        |                      |
| Gebäude la Médiature | Dakar       | Avenue Franklin Roosevelt                                                       |                                  |                                        |                      |
| Präfektur | Dakar       | Place de l'Indépendance, Rue Ramez Bourgi x Rue Le Dantec                       | 14° 40′ 13,4″ N, 17° 25′ 53,7″ W |                                        |                      |
| Gebäude l'Ambassade de la Grande Bretagne                                                                                                  | Dakar       | Rue du Docteur Guillet x Avenue Pasteur                                         | 14° 39′ 35,2″ N, 17° 26′ 7,9″ W  |                                        |                      |
| Gebäude le C.E.M. Abbé Fridoil et l'École Elémentaire                                                                                      | Dakar       | 59, Rue Kléber                                                                  |                                  |                                        |                      |
| Gebäude le Marché Sandaga | Dakar       | Avenue du Président Lamine Guèye x Rue Emile Badiane                            | 14° 40′ 11,2″ N, 17° 26′ 15″ W   |                                        | Sandaga-Markthalle   |
| Gebäude les Etablissements Fougerolle | Dakar       | Avenue Félix Eboué x Rue des Brasseries                                         |                                  |                                        |                      |
| Gebäude l'OCLALAV, Hann Maristes | Dakar       |                                                                                 |                                  |                                        |                      |
| Bâtiment du Service régional d'Hygiène | Dakar       | Avenue Blaise Diagne                                                            |                                  |                                        |                      |
| Bâtiment la Maternité de l' Hôpital Aristide Le Dantec                                                                                     | Dakar       | Avenue Pasteur                                                                  |                                  |                                        |                      |
| Bâtiments de l'Etat Major général des Armées                                                                                               | Dakar       | Avenue des Jambaar                                                              | 14° 39′ 36″ N, 17° 26′ 23,7″ W   |                                        |                      |
| Bulding Maginot | Dakar       | Avenue du Président Lamine x Avenue Jules Ferry et Victor Hugo                  |                                  |                                        |                      |
| Cap Manuel (Prähistorische und geologische Stätte)                                                                                         | Dakar       |                                                                                 |                                  |                                        |                      |
| Casino du Port | Dakar       | 19, Bd de la Libération X Av. Abdoulaye Fadiga                                  | 14° 40′ 19,2″ N, 17° 25′ 34,9″ W |                                        |                      |
| Kathedrale von Dakar (Cathédrale du Souvenir Africain)                                                                                     | Dakar       | Boulevard de la République                                                      | 14° 39′ 55,6″ N, 17° 26′ 15,4″ W |                                        |                      |
| Centre Culturel Français | Dakar       | 89, Rue Joseph Gomis                                                            |                                  |                                        |                      |
| Cercle Mess des Officiers | Dakar       | Rue Joris                                                                       | 14° 40′ 26″ N, 17° 26′ 0″ W      |                                        |                      |
| Chambre de Commerce | Dakar       | Place de l'Indépendance                                                         | 14° 40′ 13,3″ N, 17° 25′ 57,5″ W |                                        |                      |
| Katholischer Friedhof Bel Air | Dakar       |                                                                                 | 14° 41′ 57,1″ N, 17° 25′ 28,7″ W |                                        |                      |
| Militärfriedhof von Thiaroye, Thiaroye-sur-Mer                                                                                             | Pikine      |                                                                                 | 14° 44′ 44,8″ N, 17° 22′ 26,1″ W |                                        |                      |
| Islamischer Friedhof Corniche Ouest | Dakar       |                                                                                 |                                  |                                        |                      |
| Schule “Amadou Assane Ndoye I und II” | Dakar       | Rue Amadou Assane Ndoye x Rues Béranger Ferraud, Carnot, Huart                  |                                  |                                        |                      |
| École Berthe Maubert | Dakar       | Rue Béranger Ferraud x Avenue Hassan II (ex. Avenue Albert Sarraut)             |                                  |                                        |                      |
| Schule El Hadj Malick Sy | Dakar       | Avenue El Hadj Malick Sy x Allées Papa Guèye Fall                               |                                  |                                        |                      |
| Hotelfachschule Amala Sy | Dakar       | Avenue Hassan II (ex. Avenue Albert Sarraut) x Rue Braconnier                   |                                  |                                        |                      |
| Schule Mame Yacine Diagne | Dakar       | Rue El Hadji Ismaëla Guèye x Rues Wagane Diouf et Docteur Thèze                 |                                  |                                        |                      |
| École Nationale des Douanes | Dakar       | Avenue Carde x Rue René Ndiaye                                                  |                                  |                                        |                      |
| Große Moschee von Dakar und Islamisches Institut (Ensemble Grande Mosquée / Institut Islamique de Dakar)                                   | Dakar       | Allées Papa Guèye Fall x Avenue El Hadji Malick Sy                              | 14° 40′ 41,6″ N, 17° 26′ 31,9″ W |                                        |                      |
| Ensemble logements et Direction de l'Océanographie                                                                                         | Dakar       | Boulevard Djily Mbaye                                                           |                                  |                                        |                      |
| Espace Kermel (Marché et périmètre compris entre : Rue Huart, Rue de Thann, Avenue Abdoulaye Fadiga, Avenue Hassan II, ex. Albert Sarraut) | Dakar       |                                                                                 | 14° 40′ 13,9″ N, 17° 25′ 44,1″ W |                                        | Portal Kermel-Markt  |
| Ex-Camp Lat Dior und Wohnungen | Dakar       | Avenue André Peytavin                                                           |                                  |                                        |                      |
| Steilküste von Toundeup Riya bei Yoff, Geologische Stätte                                                                                  | Dakar       |                                                                                 | 14° 45′ 28,6″ N, 17° 29′ 28,3″ W |                                        |                      |
| Bahnhof (Empfangsgebäude, Lagerschuppen, Häuser auf Stelzen und Rotunde)                                                                   | Dakar       |                                                                                 | 14° 40′ 33″ N, 17° 26′ 0,3″ W    |                                        |                      |
| Große Moschee von Dakar Plateau (Grande Mosquée du Plateau)                                                                                | Dakar       | Rues Moussé Diop x Rues Carnot et Félix Faure                                   | 14° 40′ 3,7″ N, 17° 26′ 6,1″ W   |                                        |                      |
| Schulensemble von Médina | Dakar       | Avenue Blaise Diagne                                                            |                                  |                                        |                      |
| Hangars der Aéropostale, im Busdepot « Dem Dik »                                                                                           | Dakar       | Route de Ouakam                                                                 | 14° 42′ 23,6″ N, 17° 28′ 39,4″ W |                                        |                      |
| Krankenhaus Abass Ndao | Dakar       | Avenue Cheikh Anta Diop                                                         | 14° 41′ 5,5″ N, 17° 27′ 19,4″ W  |                                        |                      |
| Hauptkrankenhaus von Dakar | Dakar       | Avenue Nelson Mandela x Avenue Léopold Sédar Senghor                            | 14° 39′ 43,3″ N, 17° 26′ 4,8″ W  |                                        |                      |
| Rathaus von Dakar | Dakar       | Allée Robert Delmas                                                             | 14° 40′ 19,8″ N, 17° 25′ 54,5″ W |                                        |                      |
| Abgeordnetenhaus | Dakar       | Boulevard de la République                                                      |                                  |                                        |                      |
| Hotel Saint-Louis SUN | Dakar       | Rue Félix Faure x Avenue du Président Lamine Guèye                              | 14° 40′ 1,3″ N, 17° 26′ 12,1″ W  |                                        |                      |
| Île de Gorée | Dakar       |                                                                                 | 14° 40′ 6,2″ N, 17° 23′ 56,6″ W  | Inschrift an der UNESCO-Welterbestätte |                      |
| Îles de la Madeleine, Prähistorische Stätte und Vogelschutzgebiet                                                                          | Dakar       |                                                                                 | 14° 39′ 17″ N, 17° 28′ 21″ W     |                                        | Iles de la Madeleine |
| UNICEF-Gebäude | Dakar       | Rue Carnot x Rue Salva                                                          |                                  |                                        |                      |
| Gebäude des Finanzministeriums (Ministère de l'Economie et des Finances)                                                                   | Dakar       | Place Washington x Avenue Carde x Rue René Ndiaye et Boulevard de la République | 14° 39′ 57,9″ N, 17° 26′ 20,1″ W |                                        |                      |
| Wohngebäude l'Isle | Dakar       | Avenue Amadou Cissé Dia                                                         |                                  |                                        |                      |
| Gebäude Nr. 36 | Dakar       | Avenue des Jambaar                                                              |                                  |                                        |                      |
| Institut d'Hygiène Social (Poliklinik) | Dakar       | Avenue Blaise Diagne x Avenue El Hadji Malick Sy                                |                                  |                                        |                      |
| Institut Fondamental d'Afrique Noire Cheikh Anta Diop (IFAN) Université Cheikh Anta Diop                                                   | Dakar       |                                                                                 |                                  |                                        |                      |
| Institut Pasteur | Dakar       | Avenue Pasteur                                                                  | 14° 39′ 22,3″ N, 17° 26′ 5,7″ W  |                                        |                      |
| Kultplatz Layène (Mausoleum, Moscheen von Yoff und Cambérène, Grotte von Ngor)                                                             | Dakar       |                                                                                 | 14° 45′ 40,3″ N, 17° 28′ 7,1″ W  |                                        | Mausoleum in Yoff    |
| Gymnasium Lamine Guèye | Dakar       | Avenue du 18 juin                                                               |                                  |                                        |                      |
| Kulturhaus Douta Seck | Dakar       | Avenue Blaise Diagne                                                            | 14° 40′ 55,9″ N, 17° 27′ 5,7″ W  |                                        |                      |
| Anwaltskammer | Dakar       | Boulevard de la République                                                      |                                  |                                        |                      |
| Abgeordnetenhaus | Dakar       | Place de l'Indépendance                                                         |                                  |                                        |                      |
| Les Mamelles, geologische Stätte | Dakar       |                                                                                 | 14° 43′ 25,3″ N, 17° 30′ 7,7″ W  |                                        |                      |
| Ministère de la Communication | Dakar       | Bd de la République x Avenue J. Jaurès                                          |                                  |                                        |                      |
| Außenministerium (Ministère des Affaires Etrangères)                                                                                       | Dakar       | Place de l'Indépendance                                                         | 14° 40′ 11,6″ N, 17° 25′ 53,7″ W |                                        |                      |
| Mosquée de Thieurigne | Dakar       | Rue 24-26 × 15-17, Médina                                                       |                                  |                                        |                      |
| Mosquée des Khadres | Dakar       | Avenue du Président Lamine Guèye x Rue Félix Faure                              |                                  |                                        |                      |
| Afrikanisches Kunstmuseum | Dakar       | Place Soweto                                                                    | 14° 39′ 48,8″ N, 17° 26′ 17,2″ W |                                        |                      |
| Streitkräftemuseum (Musée des Forces Armées)                                                                                               | Dakar       | Boulevard de la République                                                      | 14° 40′ 1,8″ N, 17° 26′ 31″ W    |                                        |                      |
| Île de Ngor | Dakar       |                                                                                 | 14° 45′ 20,4″ N, 17° 30′ 49,4″ W |                                        |                      |
| Office National des Anciens Combattants | Dakar       | Avenue du Président Lamine Guèye x Rue Félix Faure                              |                                  |                                        |                      |
| Justizpalast | Dakar       | Cap Manuel                                                                      | 14° 39′ 8,7″ N, 17° 26′ 0,1″ W   |                                        |                      |
| Palast der Republik und angrenzende Gebäude                                                                                                | Dakar       | Avenue Léopold Sédar Senghor                                                    | 14° 39′ 51,2″ N, 17° 25′ 57,3″ W |                                        |                      |
| Pavillon A | Dakar       | Universitätscampus, Av. Chekh Anta Diop                                         |                                  |                                        |                      |
| Pënc de Santhiaba | Dakar       | Rue 22 × Rue 17, Médina                                                         |                                  |                                        |                      |
| Petit Palais, Corniche Est | Dakar       |                                                                                 |                                  |                                        |                      |
| Place de la Nation und Unabhängigkeitsdenkmal (Obelisk)                                                                                    | Dakar       | Allées du Centenaire prolongées                                                 | 14° 41′ 39,4″ N, 17° 26′ 53,7″ W |                                        |                      |
| Place du Tirailleur Sénégalais (Monument Demba et Dupont und Square du Souvenir)                                                           | Dakar       |                                                                                 | 14° 40′ 29,8″ N, 17° 25′ 58,7″ W |                                        |                      |
| Primature | Dakar       | Avenue Léopold Sédar Senghor                                                    | 14° 39′ 54,7″ N, 17° 26′ 1,1″ W  |                                        |                      |
| Secteur nord de la Pointe des Almadies (prähistorische und frühgeschichtliche Stätte)                                                      | Dakar       |                                                                                 |                                  |                                        |                      |
| Square Van Vollenhoven | Dakar       | Avenue Léopold Sédar Senghor                                                    |                                  |                                        |                      |
| Stele, gewidmet Jean Mermoz | Dakar       | Avenue Cheikh Anta Diop x Route Pyrotechnique                                   | 14° 42′ 12,2″ N, 17° 28′ 28,7″ W |                                        |                      |
| Temple Protestant | Dakar       | Rue Carnot                                                                      |                                  |                                        |                      |
| Nationaltheater Daniel Sorano | Dakar       | Boulevard de la République                                                      | 14° 39′ 59,6″ N, 17° 26′ 24,5″ W |                                        |                      |
| Landgericht, Bloc des Madeleines | Dakar       | Av. Peytavin X Boulevard de la République                                       |                                  |                                        |                      |
| Villa | Dakar       | Nr. 1, Place Soweto                                                             |                                  |                                        |                      |
| Villa | Dakar       | Nr. 10, Avenue Nelson Mandela                                                   |                                  |                                        |                      |
| Villa | Dakar       | Nr. 12, Avenue Amadou Cissé Dia                                                 |                                  |                                        |                      |
| Villa | Dakar       | Nr. 13/15, Rue Wagane Diouf                                                     |                                  |                                        |                      |
| Villa | Dakar       | Nr. 14, Avenue Amadou Cissé Dia                                                 |                                  |                                        |                      |
| Villa | Dakar       | Nr. 15, Avenue Emile Zola x Rue Joseph Gomis                                    |                                  |                                        |                      |
| Villa | Dakar       | Nr. 16/18, Avenue Amadou Cissé Dia                                              |                                  |                                        |                      |
| Villa | Dakar       | Nr. 165, Avenue du Président Lamine Guèye                                       |                                  |                                        |                      |
| Villa | Dakar       | Nr. 2, Place Soweto                                                             |                                  |                                        |                      |
| Villa | Dakar       | Nr. 21, Avenue Amadou Cissé Dia                                                 |                                  |                                        |                      |
| Villa | Dakar       | Nr. 22, Avenue Amadou Cissé Dia                                                 |                                  |                                        |                      |
| Villa | Dakar       | Nr. 22, Rue Calmette                                                            |                                  |                                        |                      |
| Villa | Dakar       | Nr. 23, Avenue Carde                                                            |                                  |                                        |                      |
| Villa | Dakar       | Nr. 24, Avenue Amadou Cissé Dia                                                 |                                  |                                        |                      |
| Villa | Dakar       | Nr. 25, Avenue Amadou Cissé Dia                                                 |                                  |                                        |                      |
| Villa | Dakar       | Nr. 25, Avenue Carde                                                            |                                  |                                        |                      |
| Villa | Dakar       | Nr. 26/28, Avenue Amadou Cissé Dia                                              |                                  |                                        |                      |
| Villa | Dakar       | Nr. 27, Avenue Amadou Cissé Dia                                                 |                                  |                                        |                      |
| Villa | Dakar       | Nr. 3, Avenue Amadou Cissé Dia                                                  |                                  |                                        |                      |
| Villa | Dakar       | Nr. 3, Rue Ngalandou Diouf                                                      |                                  |                                        |                      |
| Villa | Dakar       | Nr. 30, Avenue Amadou Cissé Dia                                                 |                                  |                                        |                      |
| Villa | Dakar       | Nr. 30, Avenue des Jambaar                                                      |                                  |                                        |                      |
| Villa | Dakar       | Nr. 30, Avenue Nelson Mandela                                                   |                                  |                                        |                      |
| Villa | Dakar       | Nr. 32/34, Avenue des Jambaar                                                   |                                  |                                        |                      |
| Villa | Dakar       | Nr. 33, Avenue Nelson Mandela                                                   |                                  |                                        |                      |
| Villa | Dakar       | Nr. 37/35, Avenue Nelson Mandela                                                |                                  |                                        |                      |
| Villa | Dakar       | Nr. 38, Avenue des Jambaar                                                      |                                  |                                        |                      |
| Villa | Dakar       | Nr. 39, Avenue Nelson Mandela                                                   |                                  |                                        |                      |
| Villa | Dakar       | Nr. 4 (bis), Avenue Maunory                                                     |                                  |                                        |                      |
| Villa | Dakar       | Nr. 4, Avenue Pasteur « la Pechardière »                                        |                                  |                                        |                      |
| Villa | Dakar       | Nr. 40, Avenue des Jambaar                                                      |                                  |                                        |                      |
| Villa | Dakar       | Nr. 42, Avenue Nelson Mandela                                                   |                                  |                                        |                      |
| Villa | Dakar       | Nr. 43/41, Avenue Nelson Mandela                                                |                                  |                                        |                      |
| Villa | Dakar       | Nr. 45, Avenue Nelson Mandela                                                   |                                  |                                        |                      |
| Villa | Dakar       | Nr. 46/48, Avenue Nelson Mandela                                                |                                  |                                        |                      |
| Villa | Dakar       | Nr. 49/47, Avenue Nelson Mandela                                                |                                  |                                        |                      |
| Villa | Dakar       | Nr. 50, Avenue Nelson Mandela                                                   |                                  |                                        |                      |
| Villa | Dakar       | Nr. 51, Avenue Nelson Mandela                                                   |                                  |                                        |                      |
| Villa | Dakar       | Nr. 54, Avenue Franklin Roosevelt                                               |                                  |                                        |                      |
| Villa | Dakar       | Nr. 54/52, Avenue Nelson Mandela                                                |                                  |                                        |                      |
| Villa | Dakar       | Nr. 55, Avenue Franklin Roosevelt                                               |                                  |                                        |                      |
| Villa | Dakar       | Nr. 55/53, Avenue Nelson Mandela                                                |                                  |                                        |                      |
| Villa | Dakar       | Nr. 56, Avenue Nelson Mandela x Avenue Carde                                    |                                  |                                        |                      |
| Villa | Dakar       | Nr. 57, Avenue Nelson Mandela x Avenue Roosevelt                                |                                  |                                        |                      |
| Villa | Dakar       | Nr. 60/60 bis, Avenue Nelson Mandela                                            |                                  |                                        |                      |
| Villa | Dakar       | Nr. 61/63, Rue J. Bugnicourt                                                    |                                  |                                        |                      |
| Villa | Dakar       | Nr. 65, Rue J. Bugnicourt                                                       |                                  |                                        |                      |
| Historisches Zentrum «Vieux Rufisque », mit Canal Est, Canal Ouest, Eisenbahnlinie und Küstenstreifen                                      | Rufisque    |                                                                                 | 14° 42′ 52″ N, 17° 16′ 17″ W     |                                        |                      |
| Dunes ogoliennes de Kounoune (Neolithische Stätte)                                                                                         | Rufisque    |                                                                                 |                                  |                                        |                      |
| Ehemalige Schule William Ponty de Sébikotane                                                                                               | Rufisque    |                                                                                 | 14° 44′ 37,6″ N, 17° 10′ 23,7″ W |                                        |                      |
| Nationaldruckerei | Rufisque    |                                                                                 | 14° 43′ 9,6″ N, 17° 16′ 48,3″ W  |                                        |                      |
| Lac Rose | Rufisque    |                                                                                 | 14° 50′ 19″ N, 17° 13′ 50″ W     |                                        |                      |